# Ghiacciaio Butler
Il Ghiacciaio Butler (in lingua inglese: Butler Glacier) è un vasto ghiacciaio antartico che drena il fianco settentrionale della Penisola di Edoardo VII in prossimità del Clark Peak e che fluisce in direzione prevalentemente nordorientale attraverso i Monti Alessandra fino a terminare nella Sulzberger Bay, in Antartide. 
Il ghiacciaio è stato mappato dall' United States Geological Survey (USGS) sulla base di rilevazioni e foto aeree scattate dalla U.S. Navy nel periodo 1959-65.
La denominazione è stata assegnata dall' Advisory Committee on Antarctic Names (US-ACAN) in onore del luogotenente F.M. Butler, della U.S. Navy, navigatore della spedizione e responsabile delle sessioni di osservazione sulla nave rompighiaccio USS Glacier durante l'esplorazione in quest'area nel gennaio 1962.